# ایبان سالوادور
ایبان سالوادور (انگلیسی: Iban Salvador؛ زادهٔ ۱۱ دسامبر ۱۹۹۵) بازیکن فوتبال اهل گینه استوایی است.
از باشگاه‌هایی که در آن بازی کرده‌است می‌توان به باشگاه فوتبال رئال وایادولید، باشگاه فوتبال والنسیا، و باشگاه فوتبال رئال مورسیا اشاره کرد.
وی همچنین در تیم ملی فوتبال گینه استوایی بازی کرده‌است.